# Strahlenschaden
Strahlenschäden sind Schäden, die durch ionisierende Strahlung an Lebewesen oder Material hervorgerufen werden. Die Strahlung kann aus natürlichen oder künstlichen Quellen stammen. Neutronenstrahlung wirkt nur indirekt ionisierend, verursacht aber ebenfalls Strahlenschäden. Strahlenschäden werden gelegentlich auch als Verstrahlung bezeichnet. Die Widerstandsfähigkeit gegen Strahlenschäden wird als Strahlenresistenz bezeichnet.
Wegen der Einschränkung auf Schädigungen durch ionisierende Strahlen sind mit „Strahlenschaden“ Schäden durch reine Wärmewirkung von Strahlung (z. B. Verbrennung (Medizin)) in der Regel nicht gemeint.
Die Strahlung gibt beim Eindringen in Materie an die getroffenen Atome oder Moleküle Energie ab. Dabei werden unter anderem Atome räumlich verschoben, Elektronen aus den Atomhüllen geschlagen und chemische Bindungen aufgebrochen, wobei Radikale entstehen, die ihrerseits wieder Schäden hervorrufen können.

## Strahlenschäden in Materialien

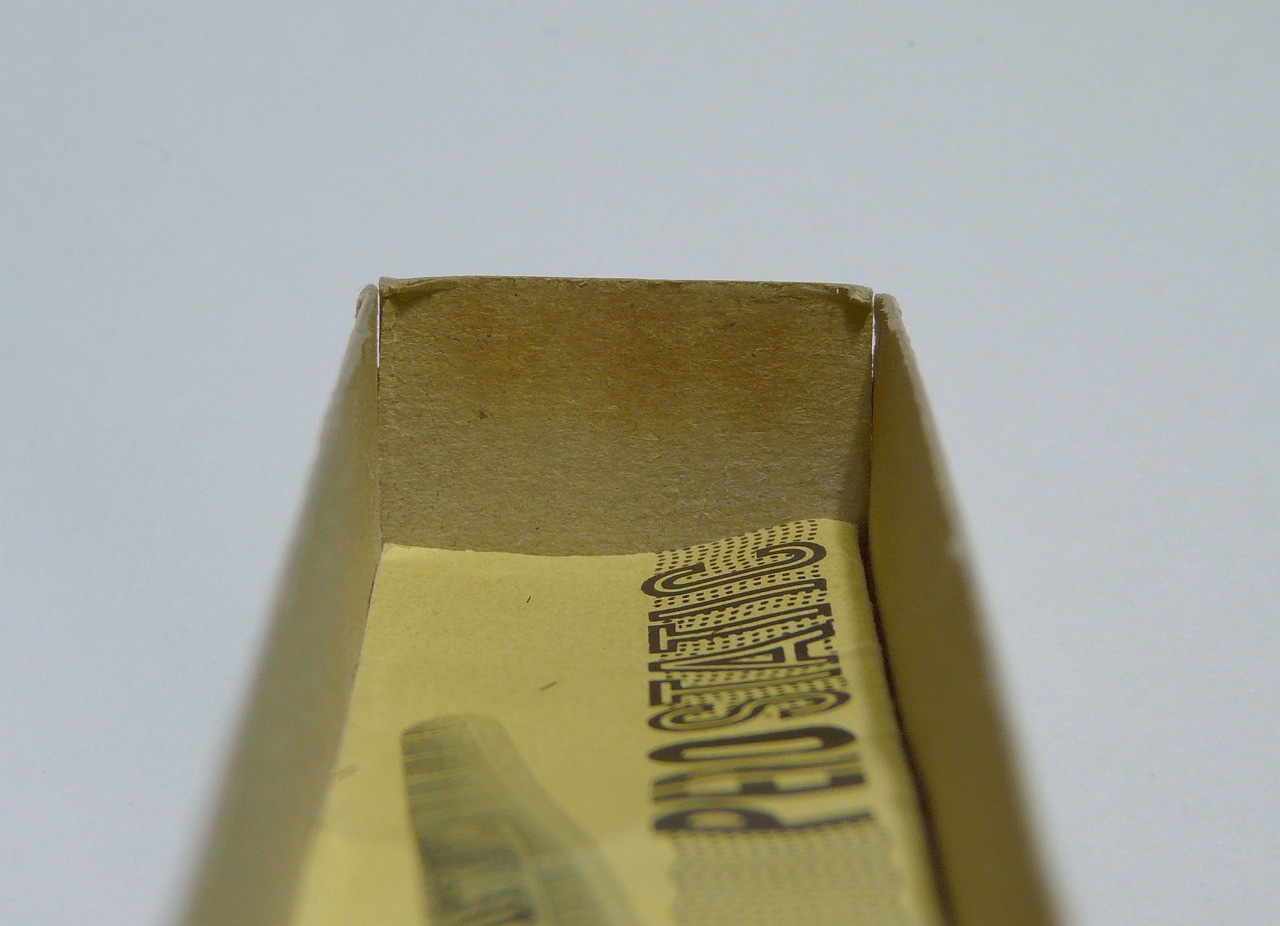
Braune Verfärbung im oberen Bereich der Pappverpackung durch jahrelange Einwirkung von Alphastrahlung

In festen technischen Materialien, etwa Metallen, verschlechtert das Herausschlagen von Atomen aus ihren Kristallgitterplätzen die Materialeigenschaften. Solche Einzelschäden sammeln sich an, bis es schließlich zu sichtbaren Veränderungen (beispielsweise Ausbleichen) und/oder Veränderungen der Festigkeitseigenschaften, oft in Richtung einer Versprödung, kommt. Letzteres spielt insbesondere bei Bestrahlung mit schnellen Neutronen in Kernreaktoren und zukünftigen Fusionsreaktoren eine Rolle. Diese Schadensart heißt Versetzungsschaden  (engl. displacement damage) und wird meist in der Maßeinheit Verlagerungen pro Atom (engl. displacements per atom, dpa) angegeben. Eine weitere Art der Gefügeschädigung durch schnelle Neutronen ist die Erzeugung der Gase Wasserstoff und Helium im Material durch Kernreaktionen vom Typ (n,p) bzw. (n,alpha).
Auch die ionisierende Wirkung der Strahlung kann im bestrahlten Material Schaden bewirken, denn sie führt zur Freisetzung eines mehr oder weniger energiereichen geladenen Teilchens, das evtl. seinerseits weitere geladene Teilchen freisetzen kann.
In Polymeren, also Plastikmaterialien bilden die durch Strahlungseinwirkung angeregten Moleküle den Ausgangspunkt für vielfältige Folgereaktionen. Beispielsweise können in Polymeren einzelne H-Atome oder ganze Seitenketten abgelöst oder die Polymerhauptkette aufgetrennt werden. Kleinere Fragmente können aufgrund ihrer höheren Beweglichkeit im Material schneller mit anderen Stoffen reagieren. Die Lebensdauer der Radikale hängt stark von der Temperatur des bestrahlten Materials ab; durch Erwärmung können daher manche Strahlenschäden schneller ausgeheilt werden.
In Halbleitermaterialien entstehen Strahlenschäden (siehe Soft Error) wie in Metallen zumeist durch Verlagerung von Gitteratomen des bestrahlten Materials, was zur Amorphisierung des Halbleiters und zur Veränderung der Leitfähigkeit führen kann. Dementsprechend ist die Strahlenresistenz von Bauteilen und Materialien, die in einem besonderen Strahlungsumfeld zur Anwendung kommen sollen, ein wichtiges Thema in der Materialforschung.
Unter Umständen kann die Erzeugung von Strahlenschäden aber auch konstruktiv eingesetzt werden, z. B. bei der Ionenimplantation zur Dotierung von Halbleitern.

## Strahlenschäden bei Lebewesen
Lebende Organismen – wie auch der Mensch – verfügen über komplexe, bislang nur im Ansatz verstandene Reparatursysteme, die die meisten dieser Schäden rückgängig machen können. Aber auch hier sammeln sich die verbleibenden mikroskopischen Schäden an. Generell können niedere Lebewesen wie Bakterien sehr viel stärkere Strahlungsdosen als höhere Lebewesen wie Säugetiere ertragen. So kann das Bakterium Deinococcus radiodurans sogar im Kühlwasser von Kernreaktoren leben.
Strahlenschutzvorschriften regeln in den meisten Ländern den Umgang mit Strahlen und mit Stoffen, die ionisierende Strahlung abgeben, und setzen Grenzwerte für die maximale Belastung (Strahlendosis) der Bevölkerung fest.
Strahlenschäden bei Mensch und Tier lassen sich einteilen in:
- Somatische Schäden, die beim bestrahlten Organismus selbst auftreten.
- Teratogene Schäden, die während der Schwangerschaft eine Schädigung des Embryos verursachen.
- Genetische Schäden, die erst bei den Nachkommen auftreten.

Bei den somatischen Schäden unterscheidet man Früh- und Spätschäden:
- Somatische Frühschäden treten nach Stunden oder spätestens nach einigen Wochen auf (siehe Strahlenkrankheit). Medizinisch nachweisbar sind diese Schäden erst, wenn eine Mindestdosis (Schwelldosis) an Strahlung aufgenommen wurde, die für den Menschen zwischen 200 und 300 mSv liegt. Krankheitserscheinungen sind beispielsweise ein verändertes Blutbild, Übelkeit, Entzündung der Schleimhäute oder Fieber.
- Somatische Spätschäden machen sich erst Jahre oder Jahrzehnte nach der Bestrahlung äußerlich bemerkbar, obwohl die Zellen schon unmittelbar nach der Bestrahlung geschädigt wurden. Man kann bei den Strahlenspätschäden zwischen malignen (wie Leukämie) und nicht-malignen Spätschäden (wie Unfruchtbarkeit oder eine Trübung der Augenlinse) unterscheiden.

## Zellbiologische Wirkungen von Strahlung
Man unterscheidet deterministische und stochastische Strahlenschäden:
- Deterministisch: Wenn bei Überschreitung einer bestimmten Schwellendosis genügend viele Körperzellen absterben, kommt es sicher zu schädlichen Effekten. Die Schwere des Schadens steigt proportional zur Dosis.
- Stochastische Strahlenschäden treten dagegen aufgrund von Zellveränderungen auf. Die Wahrscheinlichkeit steigt proportional zur Dosis, daher ist die Strahlenexpositionen so niedrig wie vernünftigerweise möglich zu halten. (ALARA-Prinzip)

### Wirkungen auf molekularer Ebene
Trifft ionisierende Strahlung auf einen Organismus, können DNA-Veränderungen (Mutationen) im Zellkern auftreten. Beim Auftreffen von Strahlen auf die DNA können direkt sowohl Einzel- als auch Doppelstrangbrüche der Nucleotidketten auftreten. Außerdem spielt der indirekte Strahleneffekt eine wesentliche Rolle. Hierbei werden aus Wassermolekülen Radikale gebildet (OH- und H-Radikale), die neben anderen Molekülen die Desoxyribose angreifen können, was infolge zu einer Hydrolyse der Phosphorsäureesterbindung führt. Zusätzlich kann eine Strahlenwirkung auf die Nucleotidbasen stattfinden. Hierbei kommt es beispielsweise zu Ringöffnungen und bei Anwesenheit von Sauerstoff zu Peroxidbildungen (z. B. Thyminhydroxyhydroperoxid). Ebenfalls sind nach Radikalbildung Dimerisierungen von Basen möglich, die zu einer räumlichen Veränderung der Doppelhelix führen. Bei der Transkription können Schäden an der DNA zur Folge haben, dass ein falsches Ablesen durch Basenschäden oder ein Stopp bei Einzelstrangbrüchen auftritt. Bei geringen Schäden ist jedoch auch eine ungestörte Transkription möglich.
Neben der Strahlenwirkung auf die DNA kann generell die Struktur von Proteinen verändert werden. Bedeutungsvoll ist dies bei Enzymen, die dadurch ihre Enzymaktivität verlieren.
Bei einer eukaryotischen Zelle werden Schäden zum größten Teil repariert. Findet eine falsche oder keine Reparatur statt, so zieht dies eine der beiden folgenden Konsequenzen nach sich.

### Zelltod
Die Zelle verliert ihre Teilungsfähigkeit und stirbt nach Ablauf ihrer Lebensdauer. Sind ausreichend viele Zellen betroffen, ergeben sich deterministische Strahlenschäden. Da der Zelltod ein natürlicher Prozess im Zyklus einer differenzierten Zelle ist, bedarf es einer gewissen Schwellendosis, bevor ausreichend Zellen sterben und der schädliche Effekt sich manifestiert, indem das betroffene Gewebe seine Funktion verliert. Die Schwere des Schadens steigt proportional zur Dosis. Zu den deterministischen Schäden gehören akute (Früh-)Schäden (zum Beispiel Erythem, akute Strahlenkrankheit), nichtkanzeröse Spätschäden (fibrotische Gewebsveränderungen, Trübung der Augenlinse, Beeinträchtigung der Fruchtbarkeit, testikuläre Anomalie) und teratogene Effekte (Fehlbildungen des Kindes während einer Schwangerschaft).

### Zellveränderung
Die Zelle teilt sich, vererbt aber die veränderte DNA an die Tochterzellen weiter. Die Folgen sind stochastische Strahlenschäden. Sie treten mit einer bestimmten Wahrscheinlichkeit erst Jahre oder Jahrzehnte nach der Exposition auf. Für sie gibt es vermutlich keine Schwellendosis; die Wahrscheinlichkeit des Eintretens eines solchen Schadens ist proportional zur Dosis. Die Höhe der Dosis beeinflusst dabei nicht die Schwere der Erkrankung, sondern nur die Wahrscheinlichkeit ihres Auftretens. Die stochastischen Strahlenschäden sind entscheidend bei niedrigen Dosen und für die Abschätzungen des Strahlenrisikos im Strahlenschutz. Sie haben ähnliche Auswirkungen wie zufällige, spontan entstehende DNA-Veränderungen, zum Beispiel Zell-Transformationen, die zu Krebs führen, Mutationen und Erbkrankheiten, oder auch teratogene Effekte.

## Letale Dosis für Lebewesen und Viren
Die LD50|30-Werte (50 % Letalität nach 30 Tagen, nach Daten der IAEO) für Lebewesen bzw. Viren unterscheiden sich stark, da diese unterschiedliche Empfindlichkeit gegenüber ionisierenden Strahlen zeigen. Die Werte beziehen sich wie bei der Strahlenkrankheit auf kurzzeitige Ganzkörperbestrahlungen. Kurzzeitig bedeutet dabei kurz im Vergleich mit biologischen Heilungsprozessen; eine Expositionsdauer von wenigen Minuten ist also „kurz“, eine oder mehrere Stunden nicht mehr.
| Lebensform              | Letale Dosis LD50\|30 Gy |
| ----------------------- | ------------------------ |
| Meerschweinchen         | 00.002,5–4               |
| Ziege                   | 00.003,5                 |
| Mensch                  | 00.003–4,5               |
| Hund                    | 00.004–5,5               |
| Rhesusaffe              | 00.005,5                 |
| Ratte                   | 00.006                   |
| Goldfisch               | 00.008,5                 |
| Hamster                 | 00.009–11                |
| Forelle                 | 00.015                   |
| Escherichia coli        | 00.050                   |
| Fledermaus              | 00.050                   |
| Schnecke                | 00.200                   |
| Wespe                   | 01.000                   |
| Tabakmosaikvirus        | 02.000                   |
| Bärtierchen             | 05.700                   |
| Deinococcus radiodurans | 10.000                   |

## Geschichte der gesundheitlichen Strahlenschäden

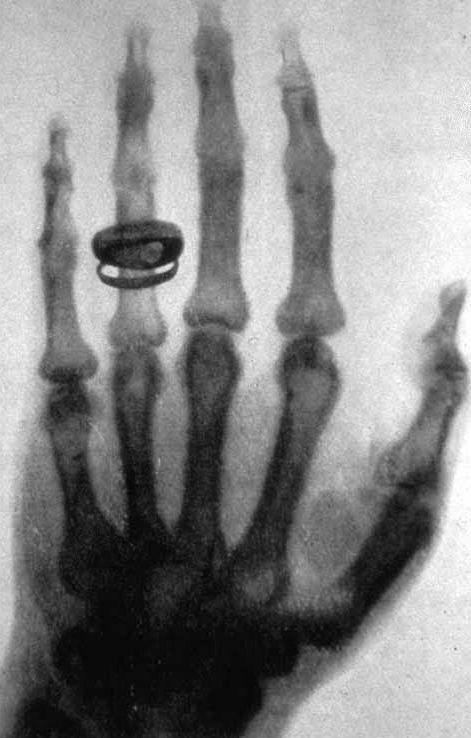
Die Röntgenaufnahme der Hand von Rudolf Albert von Kölliker, 1. Januar 1896

Am 28. Dezember 1895 veröffentlichte Wilhelm Conrad Röntgen seine Studie Über eine neue Art von Strahlen; einen Monat später berichtete er in einer Vorlesung erstmals über die geheimnisvollen „X-Strahlen“ und röntgte vor den Augen der Zuschauer eine Hand des Schweizer Anatomie-Professors Rudolf Albert von Kölliker. Die belichtete Aufnahme – das Bild ist bis heute bekannt – zeigt deutlich erkennbar die Handknochen. Diese Erfindung löste große Begeisterung aus und revolutionierte die Medizin schnell. Die New York Sun sprach von einem „Triumph der Wissenschaft“: Röntgen habe „ein Licht entdeckt, das Holz und Fleisch durchdringt“.
Ende 1896 dokumentierten Fachblätter 23 Fälle schwerer Strahlenschäden. Manche Patienten erlitten Verbrennungen durch unerwartete Streuungen; andere seien in den ersten Jahren der Anwendung „auf dem Behandlungstisch regelrecht hingerichtet worden“, schrieb James Ewing, ein Pionier der Radiologie.
Professor Friedrich Clausen (1864–1900), der zwischen 1896 und 1900 in zahlreichen Experimentalvorträgen die Röntgenstrahlung demonstrierte, hatte schon 1896 Verbrennungen an den Händen. Diese ignorierte er, wie viele andere Kollegen auch. Er verlor erst einige Fingerglieder an der rechten Hand; später musste ihm der rechte Arm amputiert werden. Die Amputation kam zu spät; er starb sechs Wochen nach der Operation.
Bleiabschirmungen wurden entwickelt, aber viele Ärzte fanden sie zu teuer bzw. umständlich, schützten sich nicht und starben. „Man solle die Gesundheitsschäden nicht dramatisieren“, forderte einer der führenden Radiologen, der Armenier Mihran Kassabian. Er fürchtete um den Fortschritt, wenn die Gefahren des Röntgens allzu plastisch beschrieben werden. Kassabian starb 1910 selbst an Strahlenfolgen.
Herbert Hawks, ein technikbegeisterter Student der Columbia University, durchleuchtete in New Yorker Warenhäusern vor staunendem Publikum immer wieder den eigenen Körper. Bald fielen seine Haare aus, seine Augen waren blutunterlaufen, seine Brust „brannte wie Feuer“.
Im Ersten Weltkrieg setzte sich „das Röntgen“ endgültig durch: man konnte zum Beispiel Geschosse oder Granatsplitter lokalisieren und Knochenbrüche unter Sichtkontrolle richten. Die Strahlen wurden vorsichtiger dosiert; in den zwanziger Jahren bemühten sich viele Ärzte, die Strahlung so zu dosieren, dass die oberste Hautschicht (Epidermis) sich nicht rötlich färbte.
Andere Wissenschaftler experimentierten mit Strahlen emittierenden Stoffen:
- Der französische Physiker Henri Becquerel entdeckt im Februar 1896, dass Uranbrocken Strahlen aussenden, die Materie durchdringen, und entdeckte so die Radioaktivität.
- Die polnische Physikerin Marie Curie prägte in Paris den Begriff „radioaktiv“ für die Eigenschaft von Materialien, Strahlen auszusenden. Im Dezember 1898 identifizierte sie in einer Uranerzprobe aus dem Erzgebirge ein neues Element: Radium. Ohne die Gefahren zu ahnen, versuchten sie und ihr Mann, größere Mengen der stark radioaktiven Substanz zu isolieren und zu messen. 1934 starb sie 67-jährig und fast blind an aplastischer perniziöser Anämie.[14] Auch ihre Tochter Irène Joliot-Curie wurde tödlich verstrahlt.[10]
- 1903 entdeckte Ernest Rutherford, dass es Alpha-, Beta- und Gammastrahlung gibt und dass diese verschieden tief in den Körper eindringen.
- Der britische Erfinder Alexander Graham Bell erkannte 1907 das Potenzial strahlender Substanzen für die Krebstherapie. Es gebe keinen Grund, warum man nicht „ein kleines Stückchen Radium […] mitten in einen Krebsherd“ platzieren sollte.

Radium war 1920 mit 120.000 Dollar je Gramm extrem teuer und wurde auch gegen Herzbeschwerden und Impotenz eingesetzt. In Uhrenfabriken trugen Arbeiterinnen mit feinen Pinseln Leuchtfarbe mit Radiumgehalt auf die Uhrzeiger auf, damit diese bei Dunkelheit leuchten, unabhängig von einer vorhergehenden Bestrahlung mit Licht. Viele Arbeiterinnen, auch als „Radium Girls“ bezeichnet, hatten nach kurzer Zeit schwere Strahlenschäden.
Daneben gab es auch skurrile Anwendungen und Ideen, wie die US-Journalistin Catherine Caufield in ihrem Buch Das strahlende Zeitalter 1989 dokumentierte. Zum Beispiel mischte man Radiumpartikel in Ölfarben, damit das Bild bei Dunkelheit leuchtet. Radiumwasser wurde als „ewiger Sonnenschein, flüssiger Sonnenschein“ verkauft. Die Thorium-haltige Zahnpasta Doramad wurde als heilkräftig angepriesen.
In manchen Schuhgeschäften standen ― in Österreich bis zumindest 1961 ― international vertriebene Röntgengeräte, mit denen Kunden im Stehen die Vorfüße samt Schuhen  durchleuchtet werden konnten, um bei der Auswahl passender Schuhe zu unterstützen.

## Weiterführende Literatur
- L. Wuckel: Bestrahlungseffekte in Festkörpern. In: M. v. Ardenne, G. Musiol, U. Klemradt (Hrsg.): Effekte der Physik und ihre Anwendungen. Frankfurt 2005, S. 294–301.
- Luitgard Mitzel-Landbeck, Ulrich Hagen: Strahlenwirkung auf Biopolymere. In: Chemie in unserer Zeit. 10, Nr. 3, 1976, ISSN 0009-2851, S. 65–74.
- P. S. Geyer: Strahlenschutz und Strahlenschäden beim Umgang mit Röntgenstrahlen in der Veterinärröntgenologie – Eine Untersuchung der deutsch- und englischsprachigen Literatur unter Berücksichtigung der aktuellen Röntgenverordnung. Dissertation, FU Berlin, 2003.
- Bernd Beek: X-ray-induced cell cycle delay in human leukocytes. In: International Journal of Radiation Biology. 41 (1982), S. 227–230.